# Morris (efternamn)
Morris är ett efternamn med varierande ursprung.

## Personer med efternamnet Morris
- Alice Vanderbilt Morris (1874–1950), amerikansk lingvist
- Alwyn Morris
- Andre Morris

- Ben Morris
- Benny Morris
- Bernie Morris
- Bob Morris
- Buckner Stith Morris

- Chris Morris

- David Morris
- Derek Morris
- Desmond Morris
- Devon Morris

- Earle Morris
- Edita Morris
- Elizabeth Walker Morris
- Errol Morris

- Frank Lee Morris * Frank Lee Morris (född 1926), saknad efter rymling från Alcatraz 1962

- Garrett Morris
- George Pope Morris
- Gilbert Morris
- Glenn Morris
- Gouverneur Morris

- Harry Morris
- Heather Morris
- Henry M. Morris

- Ian Morris (född 1961), friidrottare från Trinidad och TAboabo

- Jan Morris (född 1926), tidigare James Morris, brittisk författare
- James Morris
- Jason Morris (judoka)
- Jenny Morris
- John Morris, flera personer
  - John Morris (curlingspelare)
  - John Morris (geolog)
  - John Morris (röstskådespelare)
  - John D. Morris

- Kathryn Morris

- Lamorne Morris
- Lewis Morris, flera personer
  - Lewis Morris (poet) (1833–1907), walesisk poet
- Luzon B. Morris

- Margaretta Morris
- Max Morris
- Max Morris (litteraturhistoriker)
- Michael Morris, 3:e baron Killanin

- Nasief Morris (född 1981), sydafrikansk fotbollsspelare

- Robert Morris, flera personer
  - Robert Morris (författare) (1703–1754)
  - Robert Morris (konstnär) (född 1931)
  - Robert Morris (krypterare) (1932–2011)
  - Robert Morris (politiker) (1734–1806)
  - Robert J. Morris (1914–1996)
  - Robert P. Morris (1853–1924)
  - Robert T. Morris (född 1965), amerikansk informatiker, skapare av Morrismasken
- Roger Morris, flera personer
  - Roger Morris (amerikansk författare)
  - Roger Morris (arkitekt)
  - Roger Morris (engelsk författare)
  - Roger Morris (militär)
- Ron Morris

- Sandi Morris
- Sarah Morris
- Stephen Morris

- Thomas Morris, flera oersoner
  - Thomas Morris (kongressledamot)
  - Thomas Morris (senator)
- Tom Morris, flera personer
  - Tom Morris Sr (1821–1908), pionjär inom golfsporten
  - Tom Morris Jr (1851–1875), pionjär inom golfsporten
- Trevor Morris (född 1970), kanadensisk kompositör av filmmusik

- Violette Morris (1893–1944), fransk idrottskvinna, senare kollaboratör

- Warren Morris
- William Morris (1834–1896), brittisk formgivare, författare och konstnär
- William Richard Morris